# Wspólnota administracyjna Zschorlau
Wspólnota administracyjna Zschorlau (niem. Verwaltungsgemeinschaft Zschorlau) – wspólnota administracyjna w Niemczech, w kraju związkowym Saksonia, w okręgu administracyjnym Chemnitz, w powiecie Erzgebirgskreis. Siedziba wspólnoty znajduje się w miejscowości Zschorlau.
Wspólnota administracyjna zrzesza dwie gminy: 
- Bockau
- Zschorlau